# Otto Eugen Mayer
Otto Eugen Mayer (* 8. August 1888 in Aachen; † 10. September 1981 in Eupen) war ein deutscher Archäologe und Publizist. Von 1924 bis 1933 leitete er als Kurator die Aachener Stadtarchäologie. Bekanntheit erlangte Mayer zwischen 1945 und 1961 als Kolumnist bei der Zeitung Grenz-Echo, wo er unter dem Pseudonym „Rabelais“ die Glosse „Zum Dämmerschoppen“ verfasste.

## Leben
Mayer stammte aus einer gutbürgerlichen Aachener Familie. Sein Vater, Georg Friedrich Wilhelm Mayer (1825–1905), war Geheimer Sanitätsrat und Mitgründer des Luisenhospitals in Aachen. Sein Großvater war der aus einer jüdischen Familie stammende Jacob Anton Mayer, Gründer der Mayerschen Buchhandlung.
Otto Eugen Mayer studierte ab 1908 zunächst an der Albert-Ludwigs-Universität Freiburg später an der Universität Bonn Medizin, brach das Studium jedoch 1912 ab. Im Ersten Weltkrieg tat Mayer als Sanitäter Dienst an der Westfront. Nach dem Krieg begann er 1918 ein Studium der Provinzialrömischen Archäologie und der Ur- und Frühgeschichte in Freiburg im Breisgau, wechselte 1922 an die Universität Tübingen. 1922 und 1923 führte er für die Uni Tübingen Ausgrabungen in Bischoffingen und in der antiken römischen Siedlung Sumelocenna bei Rottenburg am Neckar durch.
Während seiner späteren Tätigkeit führte Mayer einen Doktortitel. Die Frage nach seiner Promotion ist jedoch umstritten. In einer Festschrift zu seinem 100. Geburtstag wird eine Promotion an der Universität Tübingen genannt, ist dort allerdings nicht mehr nachweisbar.
Im Anschluss an ein Volontariat ist Mayer ab 1924 in seiner Heimatstadt Aachen als Museumsassistent am Suermondt-Ludwig-Museum tätig und wird dort im Februar 1933 zum Kurator ernannt.
Obwohl bereits Mayers Großvater Jacob Anton Mayer 1829 vom Judentum zum evangelischen Glauben konvertiert war, fiel Mayer unter die Bestimmungen des so genannten Arierparagraphen im „Gesetz zur Wiederherstellung des Berufsbeamtentums“ von April 1933. Mit Blick auf die jüdischen Wurzeln Mayers forderten Aachener Aktivisten des Kampfbundes für deutsche Kultur im Juni 1933 öffentlich dessen Entlassung. Aufgrund der antisemitischen Hetze gegen ihn, verließ Mayer im Juli 1933 Deutschland und emigrierte mit seiner Frau und seinen beiden Töchtern über Paris nach Eupen.
Mayer fand in Eupen eine Anstellung als Redakteur der ostbelgischen Tageszeitung Grenz-Echo. Nach der Besetzung Belgiens durch deutsche Truppen im Mai 1940 tauchte Mayer unter und lebte mit seiner Familie unter falschem Namen in Verviers.
Auch nach dem Zweiten Weltkrieg blieb Mayer in Belgien und setzte seine journalistische Tätigkeit beim Grenz-Echo bis zu seiner Pensionierung 1961 fort. Unter dem Pseudonym „Rabelais“ schrieb er die zwischen 1945 und 1961 täglich erschienene Kolumne „Zum Dämmerschoppen“.
Neben seiner Arbeit als Journalist widmete sich Mayer der Erforschung der Geschichte des Raerener Steinzeugs. Ab 1949 begann er mit regelmäßigen Ausgrabungen nach wissenschaftlichen Standards im frühneuzeitlichen Töpferrevier zwischen Verviers, Eynatten und Aachen. Von 1963 bis 1978 war er als ehrenamtlicher Konservator des Töpfereimuseums Raeren tätig.

## Auszeichnungen
- 12. November 1980: Verleihung des Titels „Kommandeur des Ordens Leopolds II.“[7]

## Veröffentlichungen (Auswahl)
- Beiträge zur Frühgeschichte Aachens. In: Nachrichten-Blatt für rheinische Heimatpflege. Band 2, 1930/31, S. 5–7.
- Mittelalterliche Keramik aus Eynatten. In: Zeitschrift des Aachener Geschichtsvereins. Band 77, 1965, S. 81–87.
- Zur Baugeschichte der „Burg Raeren“. In: Geschichtliches Eupen. Band 6, 1972, S. 69–72.
- Fünfundzwanzig Jahre Grabungen im Raerener Land. In: Herbert Lepper (Hrsg.): Steinzeug aus dem Raerener und Aachener Raum. Aachener Geschichtsverein, Aachen 1977, ISBN 3-87519-017-3, S. 163–202.